# Louis Mapou
Louis Mapou (* 14. November 1958 in Yaté) ist ein Politiker aus Neukaledonien. Er war von Juli 2021 bis Januar 2025 Präsident der Regierung von Neukaledonien und der erste Unabhängigkeitsbefürworter sowie der erste Kanak in diesem Amt. Er gehört der Palika, dem linken Flügel der Befreiungsbewegung FLNKS an.

## Leben und politische Karriere
Als Gymnasiast galt er als militanter Marxist. Er studierte zunächst Geographie an der Université de Nantes und der Université Paris-Diderot. 1991 erwarb er ein D.E.A. in Geographie an der Université de Bordeaux III mit dem Thema „Grundbesitz in der Gemeinde Yaté“.
Im Alter von 20 Jahren wurde er Mitglied bei der Partei der kanakischen Befreiung (Palika) und befürwortete eine „gelenkte Wirtschaft“, eine Position, die er im Lauf der Zeit abgeschwächt hat. Er wurde Mitglied des Politbüros der Palika und der FLNKS und noch vor seinem 30. Lebensjahr deren Sprecher. 1988 war er als FLNKS-Vertreter ein Mitglied der Delegation des Matignon-Abkommens. Von 1998 bis 2005 war er Leiter der Behörde für die ländliche Entwicklung und Grundbewirtschaftung (Adraf) und forderte eine „Neuverteilung des Landes“.
Durch seine Führungsqualitäten wurde er von 1997 bis 2014 Präsident des Führungsrats von Koniambo Nickel SAS, von 2001 bis 2014 Verwalter des Bergbauunternehmens Eramet, anschließend ein Präsident der Société territoriale calédonienne de participations industrielles (STCPI) und von 2005 bis 2014 auch Generaldirektor von Sofinor (Société de Financement et d’Investissement de la Province Nord), als er zur Société minière du Sud Pacifique (SMSP) wechselte.
Bei den Provinzwahlen 2014 und 2019 wurde er in den Kongress (Congrès de la Nouvelle-Calédonie) und die Provinzversammlung (Assemblée) der Südprovinz gewählt. Bei der Parlamentswahl in Frankreich 2017 gewann er in seinem Wahlkreis in der ersten Runde zwar die meisten Stimmen, verlor aber die Stichwahl gegenüber dem Anti-Unabhängigkeitskandidaten Philippe Gomès.
Mapou wurde am 9. Juli 2021 mit sechs der elf Stimmen der Mitglieder des Parlaments von Neukaledonien zum Präsidenten gewählt. Drei Stimmen kamen von seiner Partei UNI-FLNKS und drei Stimmen von der Union Calédonienne, dem anderen Flügel der FLNKS.
Nach den schweren Ausschreitungen der Indépendantisten aufgrund einer geplanten Wahlrechtsreform, die am 13. Mai 2024 begannen und bei denen über 500 Geschäfte zerstört, zahlreiche Schulen sowie andere öffentliche Einrichtungen in Brand gesteckt wurden und mehrere Menschen ums Leben kamen, rief er die Gewalttäter erst am 8. Juni in einer offiziellen Rede zur Ruhe auf, nachdem die Sicherheitskräfte die Lage bereits weitgehend unter Kontrolle gebracht hatten. Er unterstützte jedoch die Forderungen der Unabhängigkeitsaktivisten, allen Bürgern, die nach 1998 ins Land gekommen sind und deren dort geborenen Kindern das lokale Wahlrecht weiterhin dauerhaft zu verweigern, obwohl diese Regelung verfassungswidrig ist. Er strebt weiterhin die Unabhängigkeit an und verlangte von Frankreich mehr finanzielle Hilfe für den Wiederaufbau der zerstörten Einrichtungen.
Am 24. Dezember 2024 beschloss die Partei Calédonie Ensemble die Regierung unter Louis Mapou zu verlassen. Die Gründe dafür waren, dass Mapou Kredite in Höhe von 120 Milliarden CFP-Francs aufnehmen wollte, die der Summe der gesamten Kredite der letzten 30 Jahre entspricht, und dass Mapou zusammen mit Gilbert Tyuienon von der Indépendantisten-Partei Union Calédonienne vom Staatshaushalt zwei Flugzeuge des Typs A350 im Wert von 46,5 Milliarden CFP-Francs erworben hatten, ohne irgendjemand davon zu berichten. Bei der Neuwahl am 8. Januar 2025 gewann daraufhin der Kandidat der Loyalisten Alcide Ponga die Mehrheit der Stimmen.